# 許繼
许继（1500年—？年），字士永，福建福州府閩縣人，民籍。

## 生平
治《易經》，嘉靖元年（1522年）由府學附學生中式壬午科福建鄉試第七十名舉人，嘉靖二年（1523年）聯捷癸未科會試第四十五名，第二甲第一百二十七名進士。授户部主事，升郎中，出为南安府知府，嘉靖十一年（1532年）任台州府知府，嘉靖十七年（1538年）正月考察改调。

## 家族
曾祖许惟初。祖父许景阳，贈户部主事。父许坦，大理知府。前母林氏，封安人；母陶氏。慈侍下。行五，兄许綸，遇例冠帶；許繹，貢士；許綬，驛丞；許纘。侄子許嗣宗。